# Голо брдо (област)
Голо брдо (алб. Gollobërdë) је историјско-географска, претежно планинска област у источном делу Албаније, југозападно од града Дебар у Северној Македонији. Становништво овог региона углавном је словенског порекла од којих су већина исламске вероисповести. Део становништва изјашњава се као Бугари, а део као Македонци. Бугари овог дела Албаније су организовани у друштво „Просперитет Голо Бърдо” чији је председник Хаџи Пируши из Стеблева, а Македонци — у друштво „Мир” чији је председник Кимет Фетаху.
Албански део Голог брда, подељен је на две општине: Булћиза и Либражд. Мањи део је у Северној Македонији, у оквиру општина Дебар и Струга.

## Насељена места

### Албанија
- Борово
- Вичишта
- Владимирица
- Врбница
- Големи Окштун
- Големи Острени
- Големо Трново
- Гиновец
- Забзун
- Клење
- Којовец
- Ланга
- Лешничани
- Љуболеш
- Мали Окштун
- Мали Острени
- Мало Трново
- Оржаново
- Орешња
- Пасинки
- Радоешта
- Стеблево
- Себишта
- Смолник
- Трбач
- Требишта-Балај
- Требишта-Мучина
- Требишта-Челебија
- Тучепи

### Северна Македонија
- Отишани
- Џепиште

Повремено се у област Голо брдо укључују и 2 села из географске области Дримкол:
- Дренок
- Лакаица